# Greenland Group Suzhou Center
Le Greenland Group Suzhou Center est un gratte-ciel de 358 mètres de hauteur situé à Wujiang en Chine dans la province du Jiangsu, dans l'agglomération de Suzhou.
Les travaux ont débuté en 2014 et se sont achevée en 2022.
C'est le plus haut bâtiment de la ville.